# 松江競輪場
松江競輪場（まつえ けいりんじょう）は、かつて島根県松江市に存在した競輪場。

## 概要
松江市末次町に、甲子園土地企業（甲子園競輪場施設保有者でもあった）が用地を購入し、大阪に本社を置く日本競輪株式会社（のちの甲子園土地企業）が施設管理会社となって1周300メートルの競輪場を設営。なお同地は、宍道湖を一部埋め立てたところであった。
1950年5月30日、松江市主催で第1回の開催が行われた。
最大傾斜角度（最大カント）が47度にもなるバンク特性からか、大穴が出やすい競輪場として知られていたが、ギャンブルへの関心が概ね低い市民性などが災いして次第に衰微し、赤字が膨らむようになった。
加えて1953年7月の八百長騒動を契機に廃止への機運が高まったため、松江市議会が特別処理委員会を組織した後、同年8月に廃止を決定した。
その後当地は、松江市役所及び末次公園として整備された。